# Kapu (krikett)

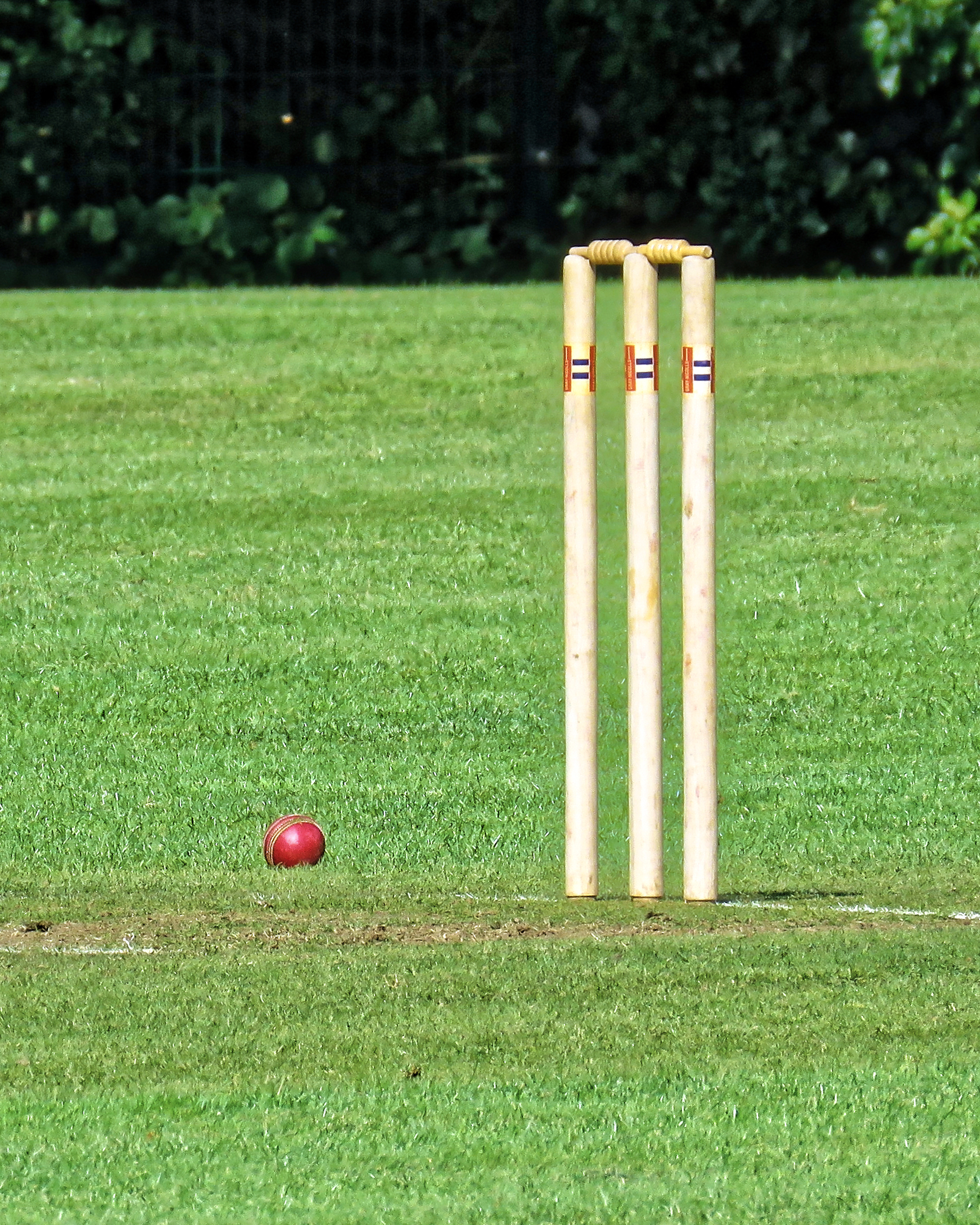
Krikettlabda és krikettkapu

A krikettben a kapu (angolul: wicket) szóval két fogalmat jelölnek:
1. A dobósáv két végén elhelyezett, három függőleges karóból és két vízszintes pálcából álló kis építményt.
2. Egy ütőjátékos kiesését. Ilyenkor azt mondják, a dobócsapat (és legtöbb esetben a dobójátékos is) szerzett egy kaput, az ütőcsapat vesztett egy kaput.

## A kapu, mint építmény
A krikett 42 törvénye közül a kapura a 8. számú vonatkozik. Ez kimondja, hogy a játékhoz két kaput szükséges felállítani a dobósáv két végén található kapuvonal mentén, a dobósáv hossztengelyére merőlegesen. A kapuk három függőleges karóból és a tetejükre helyezett két pálcából állnak: ezek a pálcák nincsenek odarögzítve, hogy könnyen leeshessenek, amikor a labda eltalálja a kaput.
A kapu szélessége 22,86 cm, a hengeres keresztmetszetű karók hossza pedig a pálya talajától mérve 71,12 cm. Tetejük kupolaszerűen lekerekített, ám egy-egy sekély horony húzódik bennük, amikben a pálcák pihennek. A karók átmérője 3,50 és 3,81 cm között mozoghat, alsó végük ki van hegyezve, hogy bele lehessen szúrni őket a földbe. A pálcák egy vékony rúdból állnak, aminek közepe vastagabb: ez az úgynevezett hordó, a hordó melletti, kisebb átmérőjű rúdrészek a csapok. A pálca teljes hossza 10,95 cm, a hordóé 5,40 cm, a rövidebb csapé 2,06, a hosszabbé 3,50 cm. Amikor a pálca a karók tetejére van helyezve, nem nyúlhat túl a karó magasságán 1,27 cm-nél nagyobb mértékben.
Amennyiben nagy a szél, akkor a játékvezetők megegyezhetnek abban, hogy pálcák nélküli kapukkal folyjon a mérkőzés. Ebben az esetben mindkét kapu tetejéről el kell távolítani a pálcákat, és törekedni kell arra, hogy ha a körülmények lehetővé teszik, minél hamarabb vissza lehessen őket tenni. Amikor a labda eltalálja a kaput, akkor a pálcák leesése vagy le nem esése alapján lehet megállapítani, hogy a kapu ledőltnek számít-e, de ha nincsenek pálcák, akkor a játékvezető dönti el ezt a kérdést.
A 21. században már elektronikus kapukat is használnak, amelyek LED-lámpák felvillanásával jelzik, ha a pálcák leestek. Lehet készíteni egyszerű elektronikus kapukat is, például amelyek legfeljebb néhány tranzisztort és ellenállást tartalmaznak az elemen és a lámpákon kívül, ám a profi szintű eszközök mikroprocesszorral ellátott pálcákat tartalmaznak, amelyek rádiójeleket is küldenek a karók számára, hogy a karókban levő lámpák is felvillanjanak.

### Története
A krikettkapu egészen 1775-ig csak két karóból, és egy rájuk fektetett hosszú pálcából állt. Ebben az évben azonban, méghozzá május 22-én és 23-án sor került egy kétnapos mérkőzésre, amelynek következményeként teljesen megváltozott a kapu. A mérkőzésen a Hambledon és a Kent 5–5 játékosa játszott egymás ellen, köztük az akkori világ egyik legjobb dobója, Lumpy Stevens (Kent) és az egyik legjobb ütős, John Small (Hambledon). A második játéknap utolsó játszmájában ők ketten álltak egymással szemben, és megtörtént az a rendkívül valószínűtlen eset, hogy három dobás közül mindhárom a kapu két karója között jutott át, így Stevens nem szerzett kaput a játszmában. Az eset nagy port kavart, sőt, a szabályok megváltoztatását is maga után vonta: lehetővé tették egy harmadik karó felállítását is. Néhány évig még vegyesen használtak két- és háromkarós kapukat, de később már csak háromkarósakkal játszottak, ma pedig már csak ez a szabályos.
A LED-es technológiájú kapukat Bronte Eckermann ausztrál krikettező találta fel, akit kislányának egyik LED-es játéka ihletett meg. Az eszköz nemzetközi versenyeken való használatát 2013 júliusában hagyta jóvá a Nemzetközi Krikett-tanács.

## A kapu, mint az ütőjátékos kiesése
Dobáskor a dobójátékos a labdával a dobósáv egyik végéről a sáv másik végén található kapu felé dob, igyekszik azt eltalálni, de a kapu előtt áll az ellenfél ütőjátékosa, aki viszont ütőjével megpróbálja ezt megakadályozni. A dobó azért próbálja meg a kaput eltalálni, mert ha sikerül, az ellenfél ütőjátékosa végleg kiesik. Igaz, hogy az ütős kiejtésének más módjai is léteznek, olyanok is, amiknek semmi köze a kapuhoz, mégis minden esetben a kiejtést kapuszerzésnek, kapunak is nevezik. A dobójátékos egyéni statisztikájának is fontos mutatója a kapu: azt jelzi, hogy hány ütős esett ki az ő dobásának következtében.
Sikeres kaputalálathoz azonban nem elegendő, hogy a labda érintse a kaput, hanem az is kell, hogy legalább egy pálca leessen a kapu tetejéről. Ha csak elmozdul a pálca, de fent marad, az nem számít kapuleverésnek vagy más néven kapudöntésnek. Amikor nem a dobójátékos vagy egy mezőnyjátékos dobása találja el a kaput, hanem például a kapu mögött álló kapushoz jut el, akkor, ha az ütőjátékos az ütővonalak között tartózkodik, a kapus is leverheti/ledöntheti a kaput: ezt csak a labdával vagy a labdát tartó kezével teheti meg. A lényeg ilyenkor is az, hogy legalább egy pálca leessen a tetejéről. Az ütőjátékos ekkor is kiesik.
Nemzetközi mérkőzéseket figyelembe véve pályafutása során a legtöbb kaput gyűjtő dobók (2022-es állapot):
- Teszt:  Muttéja Muralitaran (800 kapu)[6]
- Egynapos nemzetközi:  Muttéja Muralitaran (534 kapu)[7]
- Nemzetközi Húsz20:  Tim Southee (134 kapu)[8]

## Képek

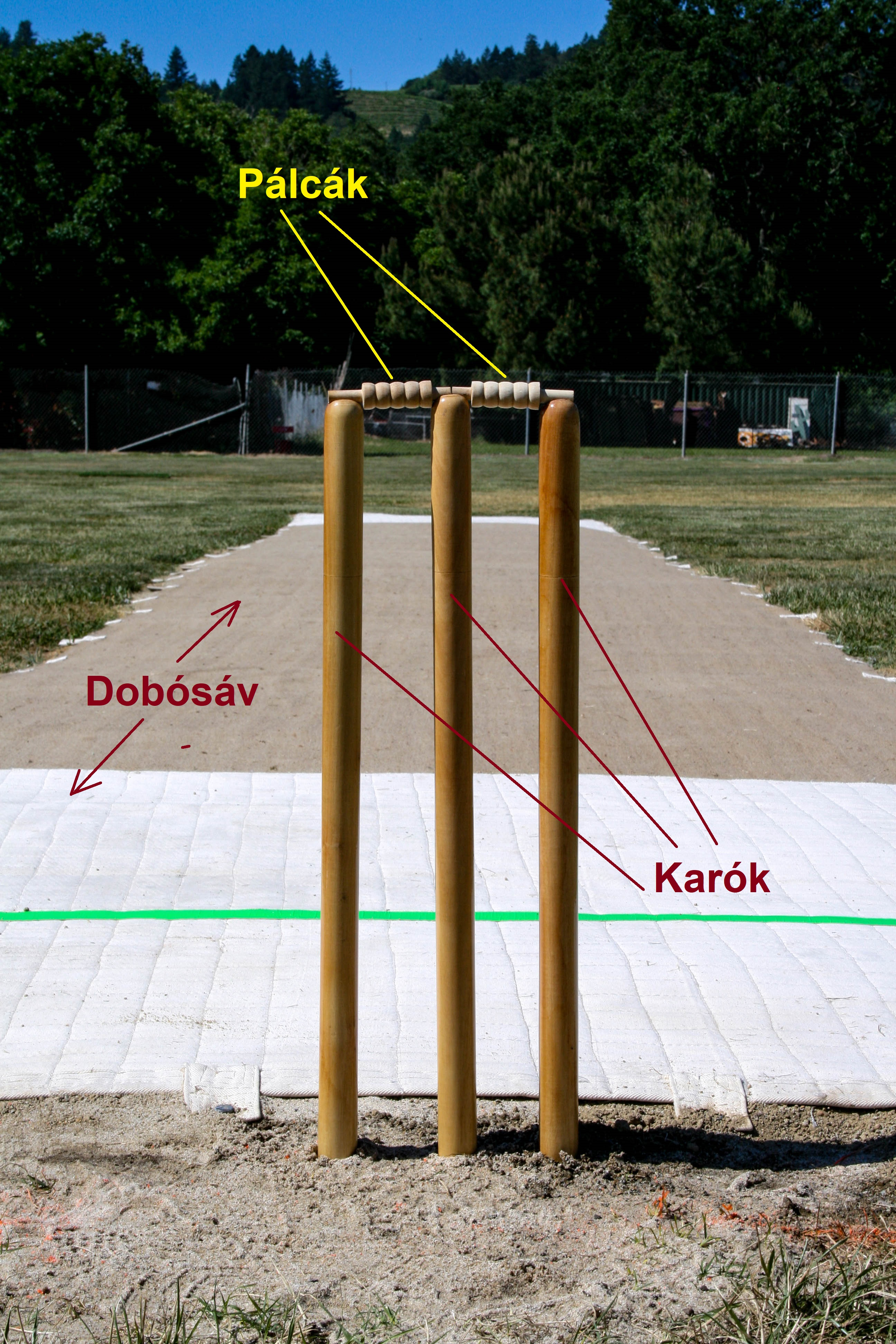
A kapu felépítése
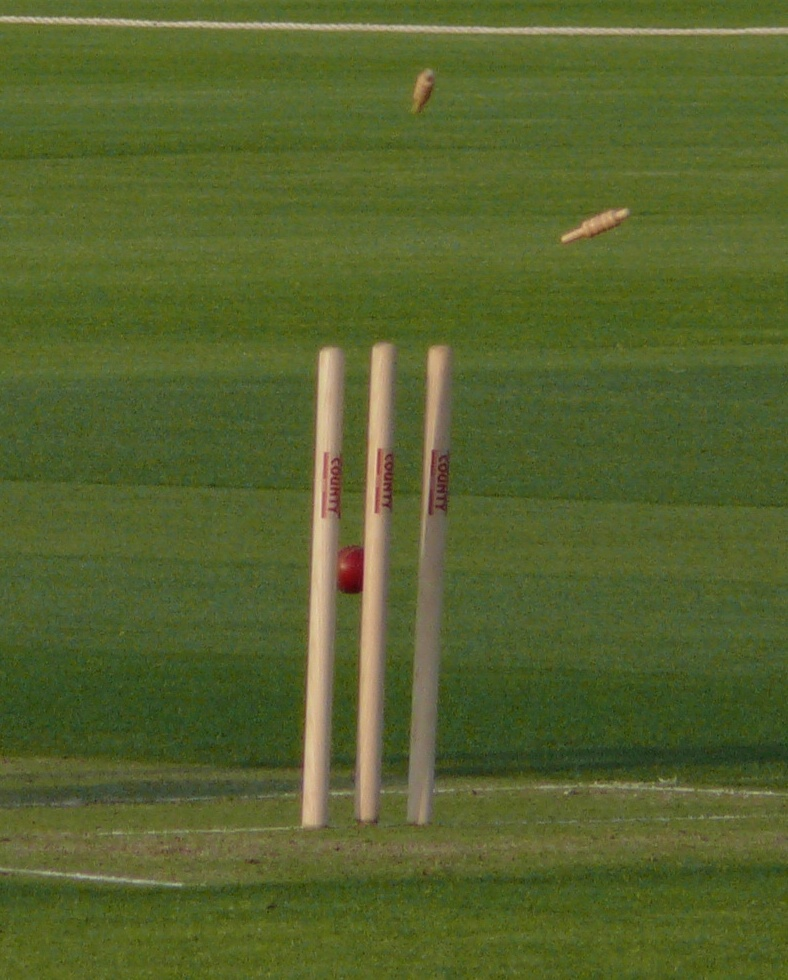
A kapu tetejéről találatkor leesnek a pálcák
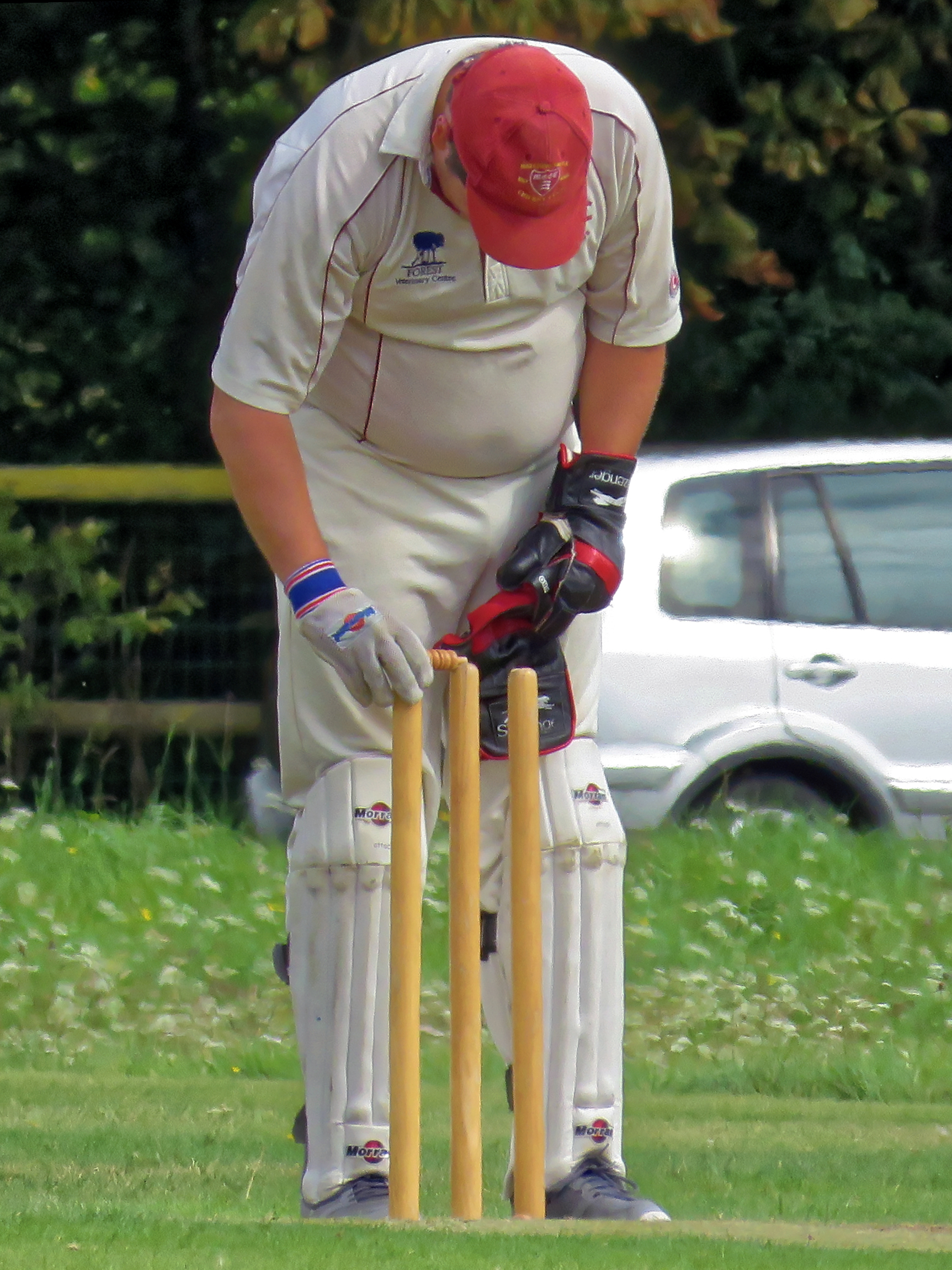
Egy játékos felhelyez egy pálcát a karókra
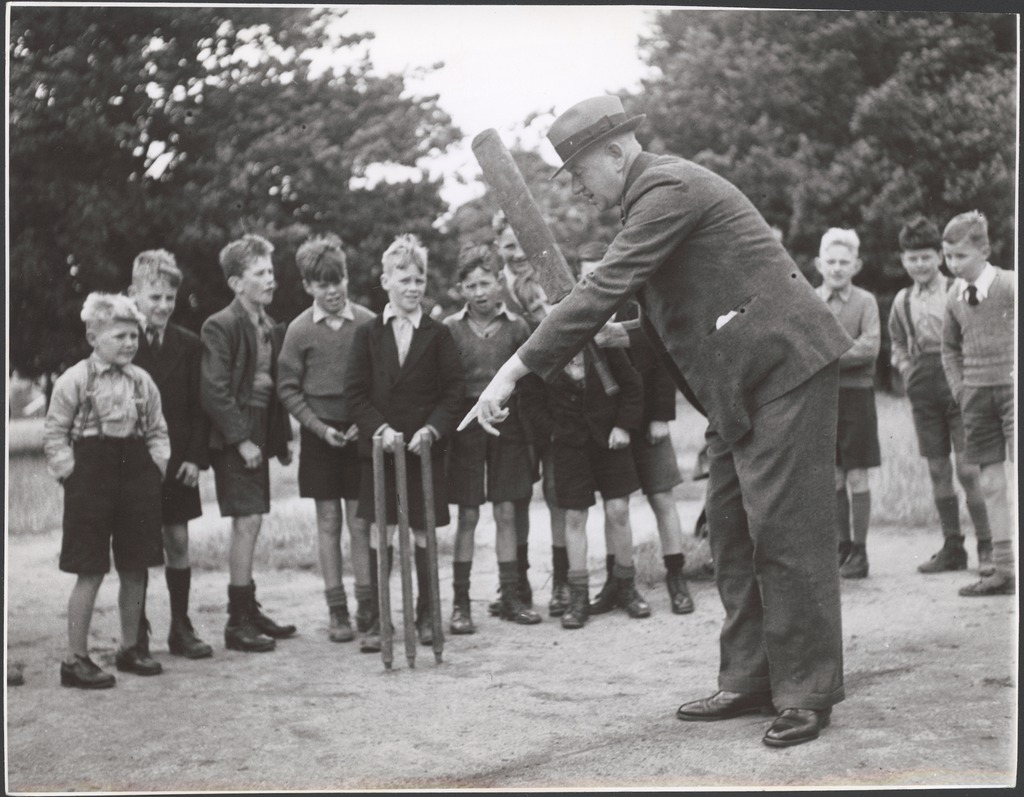
Ausztrál gyerekek krikettezni tanulnak (1944 körül)